# Anton Migia
Anton Migia (n. 1882, Tăuni, județul Alba – d. 1928, Oradea, județul Bihor) a fost un deputat în Marea Adunare Națională de la Alba Iulia , organismul legislativ reprezentativ al „tuturor românilor din Transilvania, Banat și Țara Ungurească”, cel care a adoptat hotărârea privind Unirea Transilvaniei cu România, la 1 decembrie 1918 :p. 211.

## Biografie
A făcut școala primară din sat, liceul la Orăștie și Teologia la Ungvar. Din anul 1908 a fost preot în Geoagiu și Săcărâmb, iar din anul 1913 la Cugir :p. 211.

## Activitatea politică
Ca deputat în Adunarea Națională din 1 decembrie 1918, Anton Migia a fost delegat al Cercului electoral Orăștie :p. 211.